# NGC 5625-2
NGC 5625-2 is een compact sterrenstelsel in het sterrenbeeld Ossenhoeder. Het hemelobject werd op 28 april 1827 ontdekt door de Britse astronoom John Herschel.

## Synoniemen
- MCG 7-30-13
- ZWG 220.17
- VV 25
- Arp 50